# Francesco Morelli (pittore)
Francesco Morelli (1767 circa – 1830 circa) è stato un pittore e incisore francese. Fu attivo a Napoli e ritrasse principalmente soggetti pompeiani
Nacque nella Franca Contea, e in seguito si trasferì a Roma. Realizzò una serie di incisioni raffiguranti la cosiddetta Villa di Orazio a Licenza insieme a Hackert e Luigi Sabatelli.